# 普利一切经续法苑
普利一切經續法苑（འདོ་སྔགས་ཀུན་ཕན་གླིང་།）位於美國康涅狄格州萊丁鎮，是一個弘揚藏傳佛教格魯派教法的講修中心，也是舉麥堪蘇仁波切法諱洛桑強巴在美國的駐錫地。

## 歷史
法苑所在地曾是聯合國兒童基金會創始人莫里斯·貝特和其夫人斯威特布雷爾學院主席瑪莎·盧卡斯·貝特的居所。他們去世後，莫里斯·貝特研究所將此處約260平方公里的地產捐贈給了康州大乘經續中心。康州大乘經續中心最初名為戈斯托閉關中心，雖由格西邁克爾·羅奇創建於1997年。始於2006年，中心由舉麥堪蘇仁波切法諱洛桑強巴住持，正式將之更名為“普利一切經續法苑”。法苑與格西邁克爾·羅奇已無任何聯繫。

## 法務活動
法苑常年講授各類佛法課程，並提供禪修的場地和指導 。 
法苑也資助印度色拉寺梅紮倉的僧眾，並提供少數到美國學習的機會。

## 連結
- 法苑官方網站Official DNKL website （页面存档备份，存于）